# Placówka Straży Granicznej I linii „Łyśniewo”
Placówka Straży Granicznej I linii „Łyśniewo” – jednostka organizacyjna Straży Granicznej pełniąca służbę ochronną na granicy państwowej w okresie międzywojennym.

## Formowanie i zmiany organizacyjne
Rozporządzeniem Prezydenta Rzeczypospolitej Polskiej Ignacego Mościckiego z 22 marca 1928 roku, do ochrony północnej, zachodniej i południowej granicy państwa, a w szczególności do ich ochrony celnej, powoływano z dniem 2 kwietnia 1928 roku  Straż Graniczną.
Rozkazem nr 2 z 19 kwietnia 1928 roku w sprawie organizacji Pomorskiego Inspektoratu Okręgowego dowódca Straży Granicznej gen. bryg. Stefan Pasławski określił strukturę organizacyjną komisariatu SG „Sierakowice”. Placówka Straży Granicznej I linii „Łyśniewo” znalazła się w jego strukturze.

## Służba graniczna
Placówka ochraniała odcinek granicy państwowej od kamienia granicznego nr 027 do kamienia granicznego nr 065.
Sąsiednie placówki
- placówka Straży Granicznej I linii „Pałubice” ⇔ placówka Straży Granicznej I linii „Wilhelminental” − 1928[2]
- placówka Straży Granicznej I linii „Załakowo” ⇔ placówka Straży Granicznej I linii „Dolina Jadwigi” − 1930